# السلام المغولي

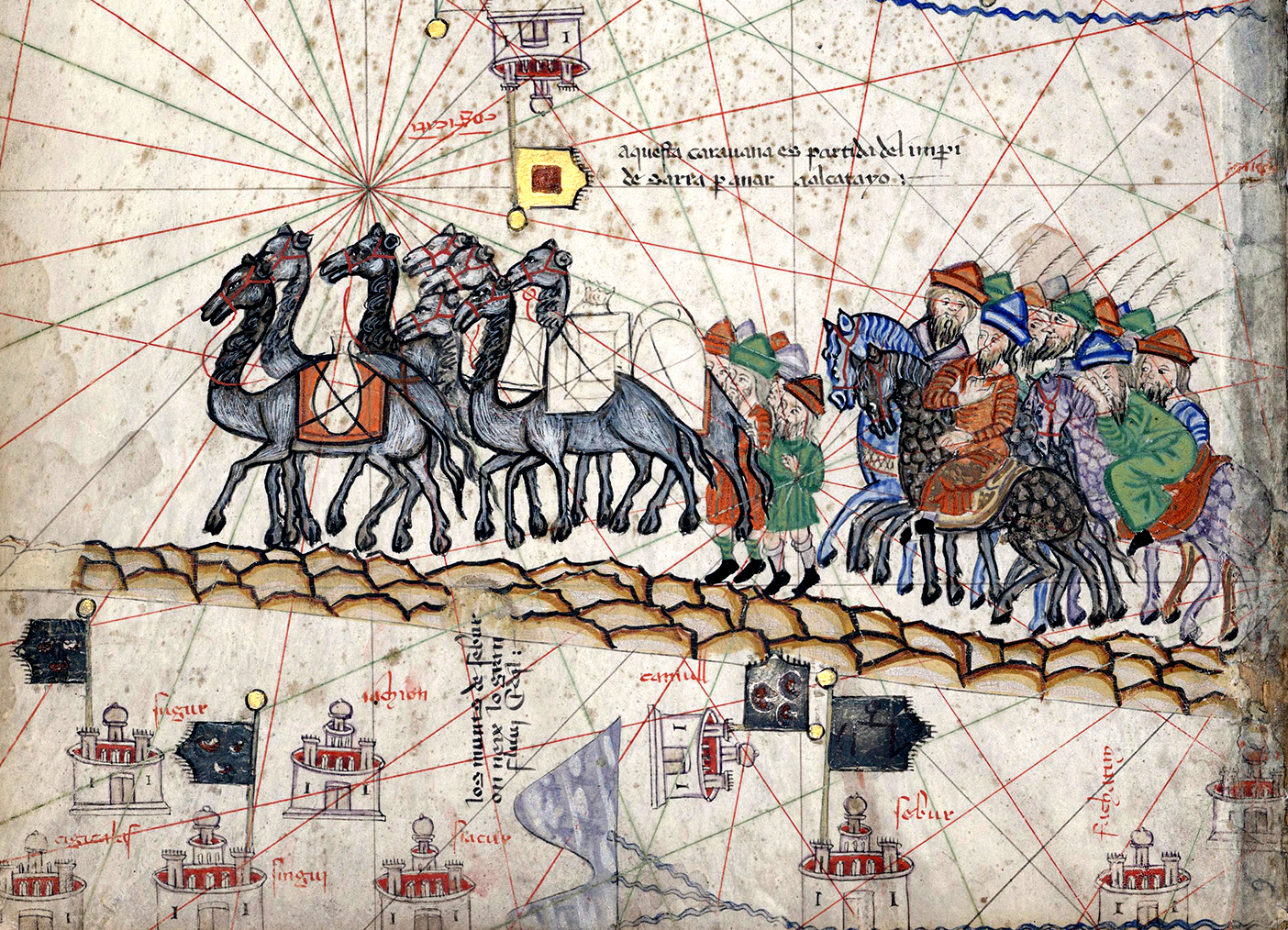
لقطة مقربة للأطلس الكتالوني الذي يصور ماركو بولو يسافر إلى الشرق خلال باكس مونغوليكا

السلام المغولي وهي فترة من "السلام تحت حكم إمبراطورية المغول")، والمعروف أيضاً باسم السلام التتاري هو مصطلح تاريخي وُضِعَ على غرار العبارة الأصلية "السلام الروماني" التي تصف آثار استقرار فتوحات امبراطورية المغول في الحياة الاجتماعية والثقافية والاقتصادية لسكان الأراضي الأوراسية الشاسعة التي غزاها المغول في القرنين الثالث عشر والرابع عشر. يُستخدم المصطلح لوصف الاتصالات والتجارة الميسرة التي ساعدت الإدارة الموحدة في إنشائها وفترة السلام النسبي التي أعقبت الفتوحات الواسعة للمغول.
غزوات جنكيز خان التي وقعت خلال (1206-1227) وخلفاؤه، والتي امتدت من جنوب شرق آسيا إلى أوروبا الشرقية، ربطت العالم الشرقي بالعالم الغربي بشكل فعال. يقع طريق الحرير، الذي يربط بين المراكز التجارية عبر آسيا وأوروبا، تحت الحكم الوحيد للإمبراطورية المغولية. قيل عادة أنه «يمكن لعذراء تحمل قطعة من الذهب على رأسها أن تتجول بأمان في جميع أنحاء المملكة». على الرغم من الانقسام السياسي للإمبراطورية المغولية إلى أربع خانيات (أسرة يوان، والقبيلة الذهبية، وخانية جغتاي، والإيلخانية)، استمرما يقارب من قرن من الغزو والحرب الأهلية لكن أعقبها استقرار نسبي في أوائل القرن الرابع عشر. تميزت نهاية باكس مونغوليكا بتفكك الخانيات واندلاع الطاعون الأسود في آسيا الذي انتشر على طول طرق التجارة إلى معظم أنحاء العالم في منتصف القرن الرابع عشر.

## التوسع المغولي

توسع إمبراطورية المغول

تبعت فترة «باكس منغوليكا» الفتوحات التي قامت بها الإمبراطورية المغولية بدءًا من جنكيز خان في أوائل القرن الثالث عشر. في عملية قهر القبائل المختلفة في المنطقة، أحدث جنكيز خان ثورة في الطريقة التي تم بها بناء المجتمع القبلي المنغولي. بعد كل انتصار جديد، تم دمج المزيد والمزيد من الناس تحت حكم جنكيز خان، وبالتالي تنوع التوازن المجتمعي للقبيلة. في عام 1203، أمر جنكيز خان، في محاولة لتقوية جيشه، بإصلاح أعاد تنظيم هيكل جيشه مع تحطيم الانقسامات التقليدية العشائرية والقبلية التي أدت في السابق إلى تفتيت المجتمع والجيش. رتب جيشه في أربان (مجموعات عرقية من عشرة)، وأمر أعضاء عربان بأن يكونوا مخلصين لبعضهم البعض بغض النظر عن الأصل العرقي. عشرة أرباب عملوا «زُن» أو فرقة؛ عشرة من الزُن تشكل «ميانجان» أو كتيبة؛ وشكلت عشرة ميانجان «تومين»، أو جيشًا قوامه 10000. سيثبت هذا التنظيم العشري للجيش القوي لجنكيز خان أنه فعال للغاية في قهر العديد من قبائل سهوب آسيا الوسطى، اما باللين أو بالشدة، ولكنه سيعزز أيضًا المجتمع المغولي ككل. بحلول عام 1206، أدى التوسع العسكري لجنكيز خان إلى توحيد القبائل في منغوليا، وفي نفس العام تم انتخابه وأعتُرف به كزعيم لمنغوليا.

## شبكة التجارة

ورقة نقدية من عهد أسرة يوان مع لوحة خشبية مطبوعة، 1287 م.

امتدت الإمبراطورية المنغولية في أوجها من شانهاقوان في الشرق إلى بودابست في الغرب، من روس في الشمال إلى التبت في الجنوب. هذا يعني أن جزءًا كبيرًا للغاية من القارة كان موحدًا تحت سلطة سياسية واحدة. ونتيجة لذلك، أصبحت طرق التجارة التي يستخدمها التجار آمنة للسفر، مما أدى إلى نمو وتوسع شامل للتجارة من الصين في الشرق إلى بريطانيا في الغرب. وهكذا، أثر باكس مونغوليكا بشكل كبير على العديد من الحضارات في أوراسيا خلال القرنين الثالث عشر والرابع عشر.

### نظام التجارة العالمي: طريق الحرير

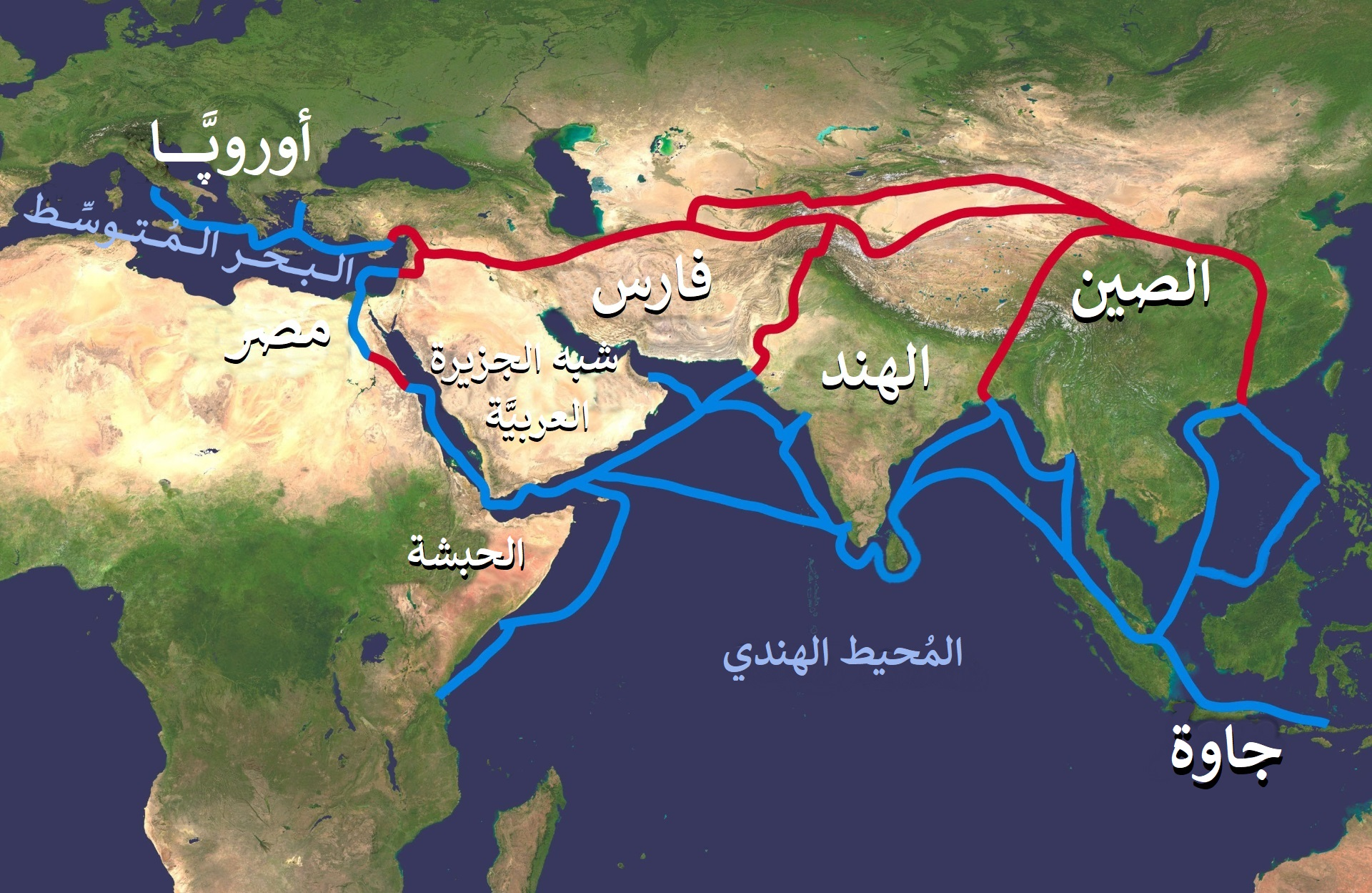
كان طريق الحرير عبارة عن نظام من طرق التجارة يربط بين الشرق والغرب

نظام العالم في القرن الثالث عشر

قبل صعود المغول، كان نظام العالم القديم يتألف من أنظمة إمبراطورية معزولة. ربطت إمبراطورية المغول الجديدة الحضارات التي كانت معزولة في نظام قاري جديد، وأعادت تأسيس طريق الحرير كوسيلة سائدة للنقل. أدى توحيد أوراسيا تحت حكم المغول إلى انخفاض كبير في عدد جامعي الجزية المتنافسين في جميع أنحاء شبكة التجارة وضمن قدرًا أكبر من السلامة والأمن في السفر. خلال باكس منغوليكا، شق التجار الأوروبيون مثل ماركو بولو طريقهم من أوروبا إلى الصين على الطرق المحمية المعبّدة التي تربط الأناضول بالصين.

## الإنحدار
كان انحدار باكس مونغوليكا نتيجة لعدد من العوامل، منها: القادة غير الأكفاء والمتنافسين، والفساد، والثورات، والانحلال، والصراعات بين الفصائل، والاغتيالات، والهجمات الخارجية، والمرض. أدى تراجع باكس مونغوليكا إلى انخفاض التجارة الميسرة بين الشرق والغرب.

### انحدار حكم المغول

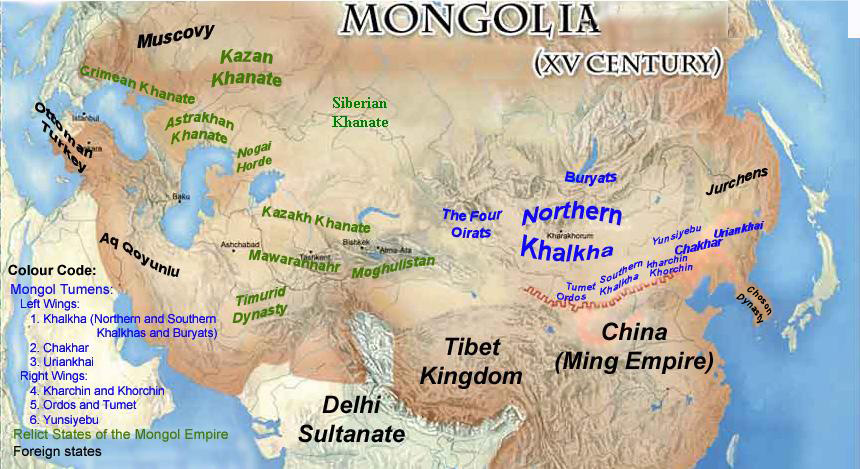
الدول والمناطق المتبقية تحت حكم المغول بحلول القرن الخامس عشر

تألفت إمبراطورية المغول، بالقرب من وقت انهيارها، من العديد من المناطق المختلفة. تم تعريف كل إقليم على أنه «خانية». بسبب العزلة  للعالم المنغولي، بدأ العديد من الحكام في القرن الرابع عشر بالتركيز على خانياتهم الخاصة.